# Chicago (lignes brune et mauve du métro de Chicago)
Pour les articles homonymes, voir Chicago.
Ne doit pas être confondu avec Chicago (métro de Chicago) ou Chicago (ligne rouge du métro de Chicago).
Chicago (anciennement Chicago/Franklin) est une station aérienne du métro de Chicago desservie par la ligne brune et par la ligne mauve en heure de pointe. Elle se trouve à proximité du secteur financier du Loop (Downtown Chicago).

## Description
La station Chicago est située sur le tronçon de la North Side Main Line dans le quartier de Near North Side (juste au nord du quartier d'affaires du Loop). Elle a été mise en service le 2 juin 1900 par la Northwestern Elevated et a été construite sur la base des plans de style néo-classique de l'architecte William Gibb. 
La station se trouve à proximité de nombreuses écoles, de galeries d’art et de l'Institut Biblique Moody. 
La station est composée de deux quais et vient d’être rénovée dans le cadre de l’agrandissement de la capacité des stations de la ligne brune afin d’accueillir des rames de huit voitures. La  station originale se trouvait sur le du côté nord de Chicago Avenue avant que de nouvelles entrées ne soient construites au-dessus du croisement sud de Chicago Avenue et de Superior Street.
L’ancienne entrée principale de la station a été complètement rénovée sous sa forme originale mais n'est plus utilisée comme entrée mais plutôt comme bâtiment de stockage de matériel du métro de Chicago. 
Les escaliers ont été élargis et la station est désormais accessible aux personnes à mobilité réduite.

## Les correspondances avec lebus
Avec les bus de la Chicago Transit Authority :
- #11 Lincoln/Sedgwick
- #66 Chicago (Owl Service - service de nuit)

## Dessertes
| Nord/Ouest            |  |                                    |  | Sud/Est                                      |
| --------------------- |  | ---------------------------------- |  | -------------------------------------------- |
| Sedgwick vers Kimball |  | ligne brune                        |  | Merchandise Mart vers Kimball via Clark/Lake |
| Sedgwick vers Linden  |  | ligne mauve (heures de pointe) (d) |  | Merchandise Mart vers Linden via Clark/Lake  |
| modifier sur Wikidata |  |                                    |  |                                              |

## Galerie d'images

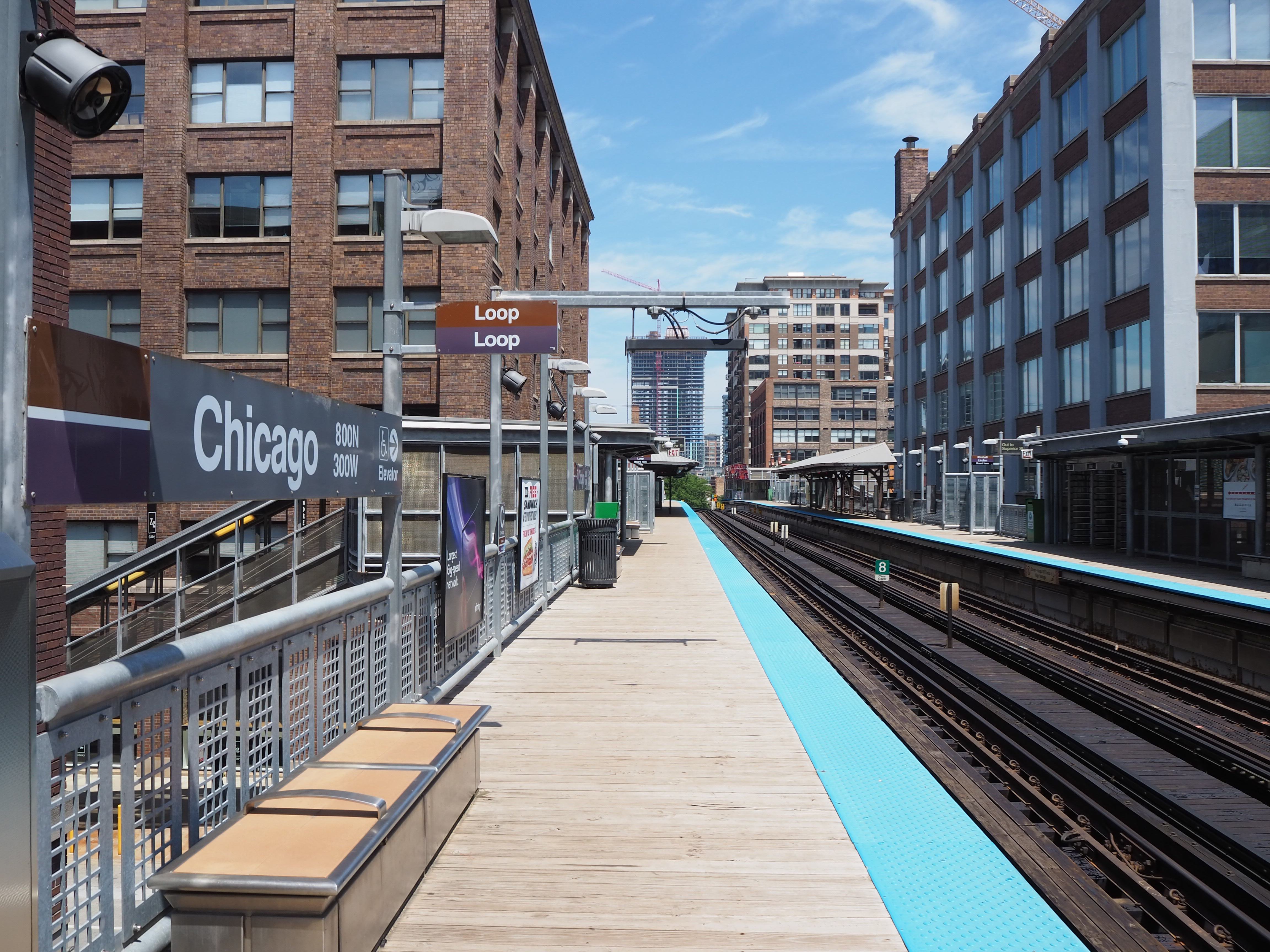
Vue de la station.
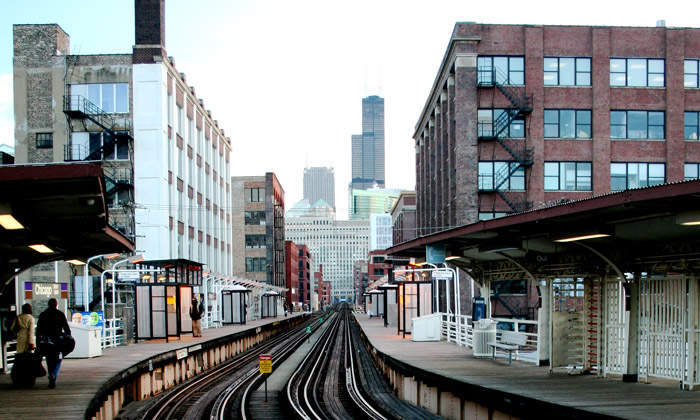
La Willis Tower depuis la station.
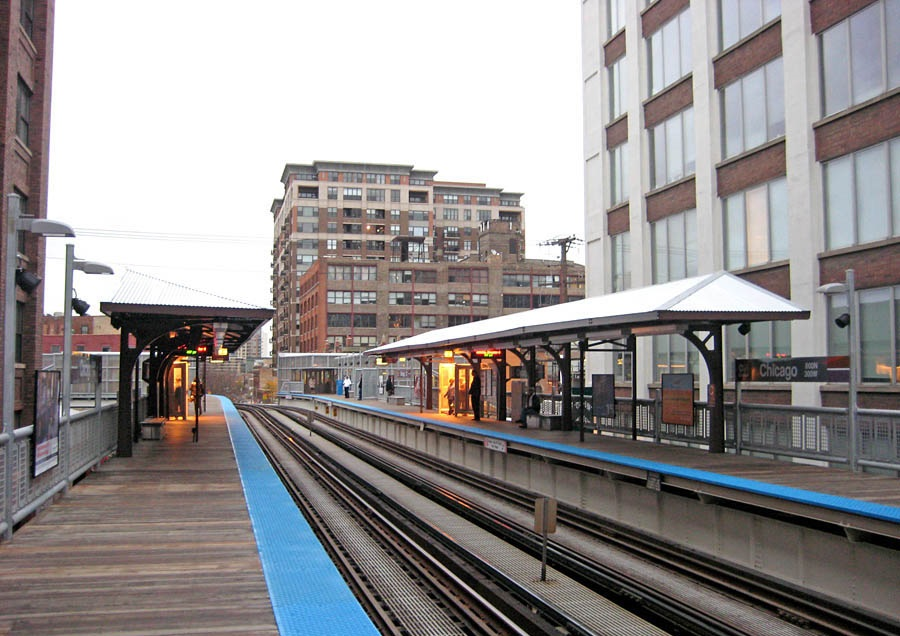
Autre vue de la station.